# Dale Evans
Dale Evans (ur. 31 października 1912, zm. 7 lutego 2001) – amerykańska piosenkarka i aktorka.

## Filmografia
- 1942: Girl Trouble jako Ruth
- 1943: Wojny drapieżców
- 1944: San Fernando Valley jako Dale Kenyon
- 1946: Roll on Texas Moon jako Jill Delaney
- 1949: Susanna Pass jako Kay 'Doc' Parker
- 1951: Pals of the Golden West jako Cathy Marsh
- 1973: Saga of Sonora

## Wyróżnienia
Posiada dwie gwiazdy na Hollywoodzkiej Alei Gwiazd.